# LEO (コンピュータ)
LEO I （Lyons electronic office I)は世界で初めて商用のビジネスアプリケーションに用いられたコンピュータ。 
プロトタイプ版のLEO Iはケンブリッジ大学のEDSACをほぼそのままコピーしたものだった。 J・リヨンズ・アンド・カンパニー社のオリバー・スタンディングフォード、レイモンド・トンプソン、デビッド・キャビナーが設置を監督した。LEO Iは1951年に世界で初めてビジネスアプリケーションを実行した。リヨンズは1954年にLEOコンピューターズ社(LEO Computers Ltd)を設立し、LEO Iやその後継機であるLEO IIとLEO IIIを販売した。LEOコンピューターズはイングリッシュ・エレクトリック(EELM)に買収され、LEOを開発した同じチームが高速版のLEO 360や、さらに高速なLEO 326のモデルを開発した。その後インターナショナルコンピューター社(ICL)に買収され、最後に富士通に買収された。 
LEOシリーズのコンピュータは1981年まで使用された。 

## 起源
20世紀初頭のイギリスを代表する食品会社のJリヨンズ&カンパニーは第二次世界大戦中の1947年に新しいビジネスの種を求めてオリバー・スタンディングフォードとレイモンド・トンプソンの2人の幹部を米国に派遣した。初期の(プログラム格納方式ではない)汎用コンピュータであるENIACを開発したメンバーの1人であるハーマン・ゴールドスタインと米国で出逢ったスタンディングフォードとトンプソンの2人は、コンピュータが企業の業務上の問題を解決できる可能性があることを知った。また英国でもケンブリッジ大学でダグラス・ハートリーとモーリス・ウィルクスが当時最先端のコンピュータEDSACを開発しているとの情報をゴールドスタインから入手した。 
イギリスに帰国したスタンディングフォードとトンプソンはケンブリッジ大学のハートリーやウィルクスの元を訪問し、彼らの技術的な専門知識と高い目標に感銘を受けた。ハーツリーやウィルクスはEDSACの完成には12〜18か月かかると見積もっていたが、もしもっと資金があれば納期を短縮できる可能性があると話した。スタンディングフォードとトンプソンはリヨンズがコンピュータを買収または開発して新ビジネスを開拓することを理事会に提案する報告書を提出した。理事会は手付金としてリヨンズがハーツリーとウィルクスのEDSACプロジェクトに2500ポンドの資金を拠出し、またリヨンズの電気技師であるアーネスト・レナールツに開発を手伝わせることを承認した。EDSACは1949年5月に完成し、最初のプログラムを実行した。 
EDSACの開発が成功すると、リヨンズの取締役会はEDSACの設計をベースに自社のコンピュータを開発することを決定した。リヨンズのマシンはLyons Electronic Office (LEO)と命名された。ウィルクスからの推薦により、リヨンズはプロジェクトのチームリーダーとしてケンブリッジ大学でレーダーを研究する学生だったジョン・ピンカートンを雇用した。レナールツはプロジェクトに参加するためにリヨンズへ戻り、LEOのプログラム開発担当者となるリヨンズのデレク・ヘミーにウィルクスがプログラムの書き方を教えた。1951年2月15日に簡単なテストプログラムをこのコンピュータで実行し、 エリザベス王女（当時。後のエリザベス2世女王）に披露された。LEOが最初に実行した業務用アプリケーションはBakery Valuations(ベーカリー評価)だった。1951年9月5日にアプリケーションの実行が成功し、LEOは1951年11月29-30日に各ベーカリーの経営を評価する業務を完全にコンピュータ化した。 
LEOコンピュータに関する5本の特許が大英図書館に保管されており、大英図書館のカタログからアクセスできる。

## 技術仕様
LEO Iのクロック速度は500kHzで、ほとんどの命令を約1.5msで実行できた。業務用アプリケーションとして意味のある仕事をするためには多数のデータストリーム(入力および出力)を同時に処理できる必要があった。そこでチーフデザイナーのジョン・ピンカートンは複数の入力/出力バッファをマシンに搭載した。最初の実装では高速紙テープリーダーとパンチャー、高速パンチカードリーダーとパンチャー、分速100ラインのタブレーターが接続された。後に磁気テープなどの外部記憶装置が追加された。水銀タンクをベースにした超音波遅延線メモリの容量は35ビットの2K(2048)ワード(8.75KB)で、EDSACの4倍の容量があった。システム解析はデビッド・キャミナーが担当した。 

## アプリケーションと後継機
リヨンズは当初は、企業の評価にLEO Iを用いていたが、徐々に給与計算や在庫管理などの業務を任せるようになった。初期のアプリケーションの1つは毎日の受注データの分析で、午後に店から電話で受けた注文を基にして、夜間の製造が必要かどうかの分析、製造手順の出力、納期の計算、請求書の計算、原価計算、管理レポートの出力などをこなした。これは世界初の統合情報システムだった。またLEOプロジェクトはアウトソーシングのパイオニアでもあった。リヨンズは1956年からフォード・イギリスなどの企業の給与計算を請け負ってLEO Iで計算した。これが大成功を納めたことからサービス・ビューロー部門にLEO IIを1台まるごと専用で割り当てた。その後このシステムは科学計算にも利用された。イギリス気象庁は1959年にフェランティ・マーキュリーを購入するまでLEO Iを使った。 
1954年にLEO IIへの開発が決定し、他の企業からの引き合いもあり、リヨンズはLEOコンピュータ社を設立した。 

### LEO III

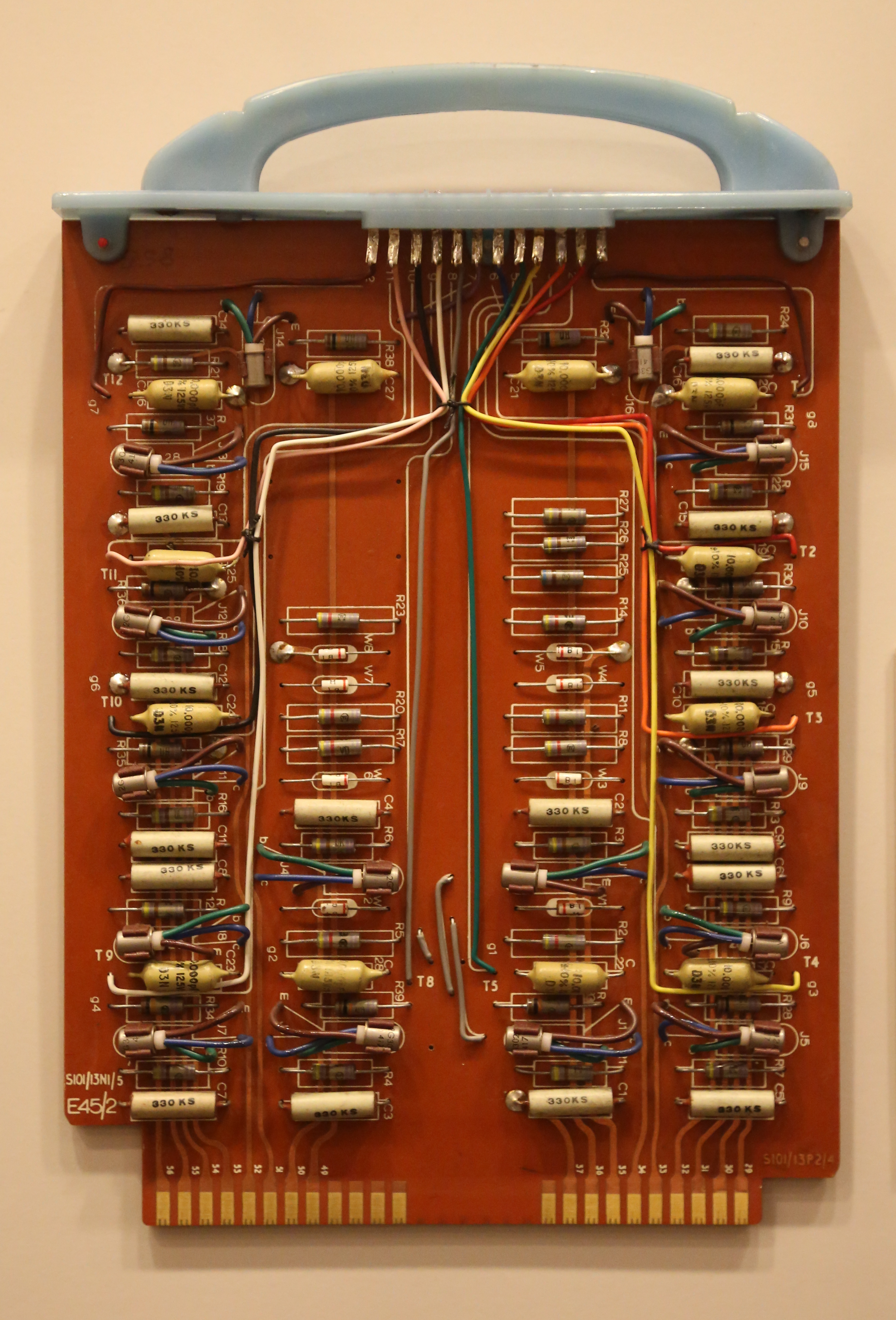
LEO IIIコンピュータの回路基板

LEO IIIの1号機は1961年に完成した。これは13.2μsサイクルのフェライトコアメモリを用いたソリッドステートマシンだった。マイクロプログラム方式を採用しマルチタスクOSが搭載された。1963年にLEOコンピュータはイングリッシュエレクトリックカンパニーと合併し、元のLEOコンピュータに関与していたチームはバラバラになった。イングリッシュ・エレクトリック社はLEO IIIの開発を続け、高速版のLEO 360や、さらに高速なLEO 326を開発したが、これらは会社を乗っ取られる前に旧メンバーが設計していたものだった。LEO IIIは全機種ともマスタープログラムと呼ばれるOSにより最大12本のアプリケーションを同時に実行することが可能だった。ブリティッシュテレコムの前身であるGPOテレフォン社は、1960年代後半に電話代計算用として購入したマシンを、同機種のジャンクを集めて部品を寄せ集めながら、1981年まで修理しつつ使っていた。 
LEOでは2つのプログラミング言語が利用可能だった。Intercodeは低水準言語のアセンブラのような言語だった。CLEO (Clear Language for Expressing Ordersの頭字語)はCOBOLのような言語だった。 
LEO IIIを含む当時の多くのコンピュータが搭載していた機能の1つに、CPUに接続されたスピーカーがあり、オペレーターは音を聞いてプログラムが永久ループに陥っているかどうかを確認できた。また面白いことに、障害の多くはコネクタの接触不良が原因で、カードハンドルをバンバンと叩くことで一時的に直ることがあった。 
イングリッシュ・エレクトリック・LEO・コンピューターズは、イングリッシュ・エレクトリック・レオ・マルコーニ（EELM）に改名し、1968年にインターナショナル・コンピューターズ・アンド・タブレーターズ （ICT）やインターナショナル・コンピューターズ・リミテッド (ICL)と合併した。ダルケイス開発センターでは2960マイクロコードで書かれたエミュレーターにより、1980年代になってもLEOのプログラムがメインフレームのICL 2900で動作した。近年の新しいサーバで動作する、オリジナルのLEO III用ソフトが実行できる近代的なエミュレーターが開発されている。

## その後
Jリヨンズが実際にLEOで利益を上げることができたかどうかは定かではない。ニック・ペリングによると、JリヨンズはLEO Iが登場する前には既に、ほとんどのあらゆる側面から分析されたビジネス情報を人手だけでほぼリアルタイムに管理できるシステムを完成させており、またコンピュータ化による人員削減はなかったという。またLEOコンピューターズ社は採算を度外視していたため多くの損失を出しており、Jリヨンズは資金を援助しなければならなかった。

### 書籍
- Bird, PJ （1994）。 LEO：最初のビジネスコンピュータ  ウォーキンガム：Hasler Publishing Co. ISBN 0-9521651-0-4
- Caminer, D. T.; Aris, J. B.; Hermon, P. M.; Land, F. F. (1998). LEO: the incredible story of the world's first business computer. McGraw-Hill. ISBN 0-07-009501-9  Caminer, D. T.; Aris, J. B.; Hermon, P. M.; Land, F. F. (1998). LEO: the incredible story of the world's first business computer. McGraw-Hill. ISBN 0-07-009501-9  Caminer, D. T.; Aris, J. B.; Hermon, P. M.; Land, F. F. (1998). LEO: the incredible story of the world's first business computer. McGraw-Hill. ISBN 0-07-009501-9
- Campbel-Kelly, M.（1989）。 ICL：A Business and Technical History オックスフォード： オックスフォード大学出版局
- Caminer, D.T., Aris, J.B.B., Hermon, P.M.R., Land, F.F.1996）ユーザー主導のイノベーション：世界初のビジネスコンピュータ ロンドン： McGraw-Hill ISBN 0-07-009501-9
- Carmichael, H. 編（1996）ICLアンソロジー 第6章： LEO Laidlaw Hicks, サービトン イギリス
- Ferry, Georgina (2003), A Computer Called LEO: Lyons Tea Shops and the World's First Office Computer, London: Fourth Estate, ISBN 1-84115-185-8
- Hally, M. (2005) Electronic Brains：コンピュータ時代の黎明期の物語 ワシントン：Joseph Henry Press 第5章：LEO the Lyons Computer. ISBN 0-309-09630-8
- Land, F.F. (1997) LEO 最初のビジネスコンピュータ：個人的な感想 Glass, R.L. 編  In the Beginning: Recollections of Software Pioneers 134〜153ページ IEEE Computer Society カリフォルニア州ロスアラミトス
- PEP（1957） オートメーションの3つの事例研究 PEP ロンドン
- Simmons, J.R.M. （1962）LEO and the Managers マクドナルド ロンドン

### 記事
- Aris, J.B.B.（1996）「システム設計 - 今と昔」 Resurrection 夏号1996
- Land, F.F.（1996）「ビジネスアプリケーションのシステム分析 」Resurrection 夏号1996
- Aris, J.B.B.（2000）。 「システム工学の発明」 IEEE Annals of the History of Computing Vol.22 No.3 7月〜9月  4〜15頁
- Land, F.F.（2000）「最初のビジネスコンピュータ：ユーザー駆動型オートメーションのケーススタディ」  IEEE Annals of the History of Computing Vol.22 No.3 7月〜9月 16–26頁
- Caminer, D.T. (1958）「…そしてそれらを回避する方法」。 コンピュータジャーナル Vol.1, No. 1
- Caminer, D.T.（1997） 「LEOとそのアプリケーション：ビジネスコンピューティングの始まり」 コンピュータジャーナル　Vol.40 No.10
- Caminer, D.T.（2003）「LEOのカーテンの裏：個人的な回想」IEEE Annals of the History of Computing Vol.25 No.2 4月〜6月 3〜13頁
- Hendry,　J.（1988）The Teashop Computer Manufacturer：J. Lyons」　ビジネスヒストリー Vol.29 No.8 73–102頁
- Land, Frank 1999） 「J. LyonsでのISの実装の歴史的分析」 Currie, W.G., Galliers, R.R. 編 経営情報システムの再考 310〜325頁 オックスフォード大学出版局
- Savard (2018年). “Computer Arithmetic”. quadibloc. 2018年7月16日時点のオリジナルよりアーカイブ。2018年7月16日閲覧。  （注：LEO III文字セットに関する情報あり）